# Asplenium grandifrons
Asplenium grandifrons là một loài thực vật có mạch trong họ Aspleniaceae. Loài này được H. Christ miêu tả khoa học đầu tiên năm 1899.